# Ammannia latifolia
Ammannia latifolia är en fackelblomsväxtart som beskrevs av Carl von Linné. Ammannia latifolia ingår i släktet Ammannia och familjen fackelblomsväxter. Inga underarter finns listade i Catalogue of Life.